# Cantonlaan 7
Cantonlaan 7 is een gemeentelijk monument aan de Cantonlaan in Baarn in de provincie Utrecht.
De villa heeft blauwe Hollandse dakpannen, de voorgevel is symmetrisch opgezet. Boven de voordeur in de middenrisaliet is een gietijzeren balkon aangebracht. In 1989 is een praktijkruimte aangebouwd.